# OAK plaza
OAK plaza （オークプラザ、OAK plaza ）は、かつて東京都練馬区東大泉に存在した複合商業施設である。

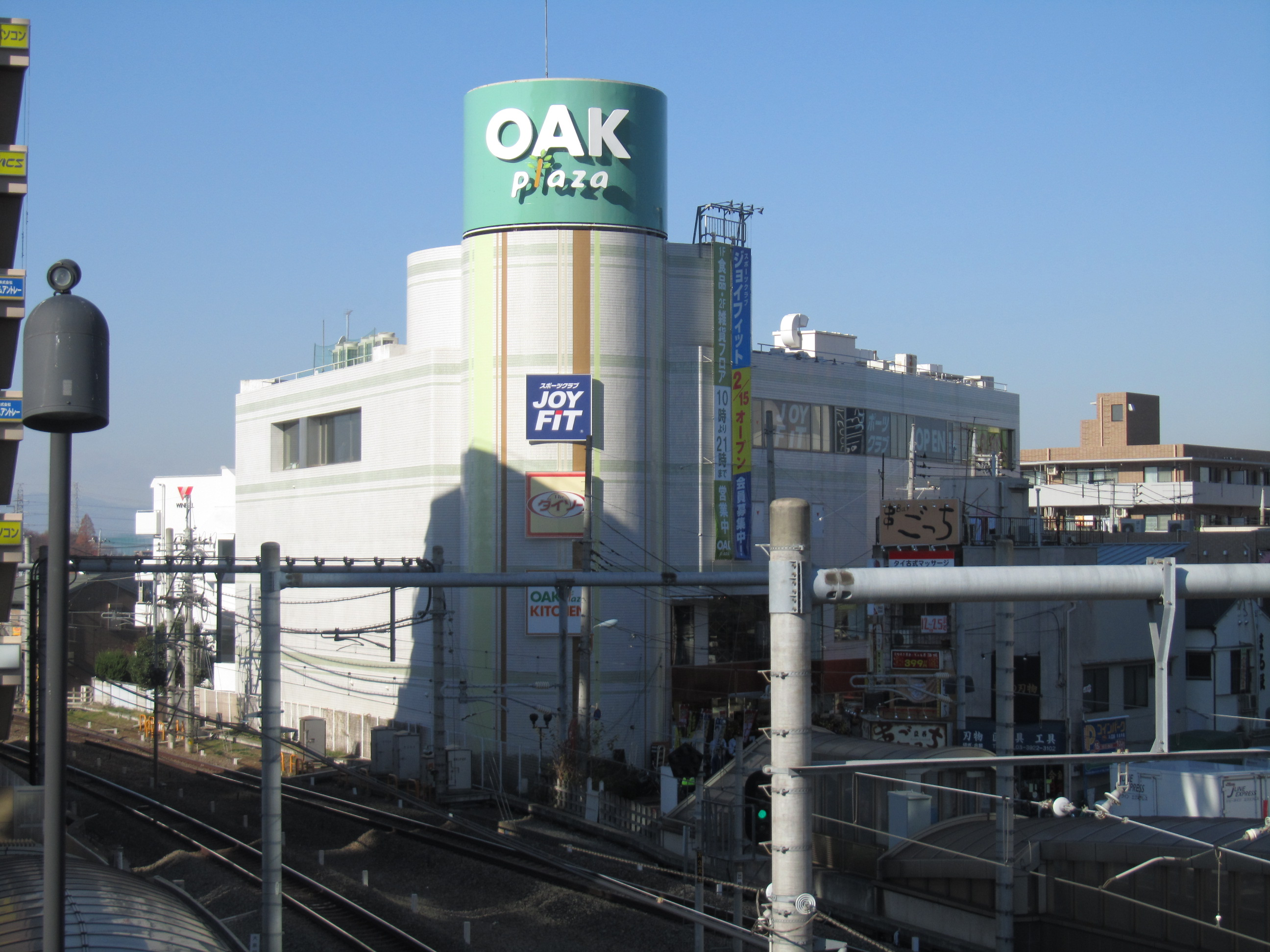
大泉学園駅からのOAK plaza

同地に存在した「NOSVOS by PARCO」跡をリニューアルの後、2010年12月に開業したが、2021年10月末で閉館した。

## 概要
2010年2月に閉店した「NOSVOS by PARCO」を改装し、同年12月18日に1-2階がプレオープン、翌2011年2月15日に3-4階がオープンした。
1-2階では食品・雑貨を扱う店舗が、3-4階はフィットネスクラブが入居していて、前者を「OAK plaza Kitchen」、後者を「OAK plaza　Fitness」と呼称していた。
施設名のOAK（オーク）は樫の英語表記だが、大泉学園に暮らす人々の憩いの場としての「止まり木」および、ショッピング & サービススポットがコンセプトである。外装もグリーンとブラウンを基調としている。

## 施設要目
- 住所：東京都練馬区東大泉4丁目4-22
- 駐車場/駐輪場：地下には駐車場「タイムズ大泉学園駅前第5」および駐輪場「エコ・ステーション21」がある。なお、施設内での利用金額に比した駐車料金減免のサービスは行っていない。

※入居店舗の詳細は、公式サイトなどを参照。

## 交通
- 鉄道：西武鉄道池袋線 大泉学園駅北口より徒歩約1分[1]。

## 備考
2011年4月より大泉学園駅北口を中心とする商店会「東大泉商栄会」に参加している。